# Gyermekgondozási támogatás
A gyermekgondozási támogatás (GYET) vagy közismertebb nevén főállású anyaság Magyarországon a családtámogatási ellátásokon belül, alanyi jogon, havi rendszerességgel járó támogatás.

## A gyermekgondozási támogatás jogi szabályozása Magyarországon

### Jogosultság
Gyermeknevelési támogatásra az a szülő, nevelőszülő vagy gyám jogosult, aki saját háztartásában három vagy több kiskorút nevel. A támogatás a legfiatalabb gyermek 3. életévétől 8. életévének betöltéséig jár.
Ha a szülők egyidejűleg több gyermek után lennének jogosultak a gyermekgondozási támogatás egyik vagy mindkét formájára (GYES, GYET), a támogatást csak egy jogcímen és csak az egyik szülő veheti igénybe.

### Igénylés
A gyermeknevelési támogatásra vonatkozó igényt a lakóhely szerint illetékes Területi Államháztartási Hivatalnál (TÁH) kell benyújtani az Igénybejelentés gyermekgondozási támogatásra című formanyomtatványon.

### Az igényléshez szükséges dokumentumok
- A családi pótlékra vonatkozó igényt az „Igénybejelentés családtámogatási ellátásokra” című nyomtatványon kell benyújtani, és csatolni kell hozzá a 4. számú pótlapot.
- Az igénylő személyazonosító igazolványa és nyilvántartó kártyája
- A gyermek(ek) eredeti születési anyakönyvi kivonata
- Az igénylő és a gyermek(ek) TAJ- kártyája

### Munkavégzés
A támogatásban részesülő személy kereső tevékenységet napi 4 órát meg nem haladó időtartamban folytathat, vagy időkorlátozás nélkül, ha a munkavégzés otthonában történik.

### Összege 2008-ban
A gyermekgondozási támogatás havi összege - a gyermekek számától függetlenül - azonos az öregségi nyugdíj mindenkori legkisebb összegével.
- 2008-ban 28 500 HUF (nettó 25 795 HUF)

Töredékhónap esetén egy naptári napra a havi összeg harmincad része jár. Az ellátás időtartama 8,5%-os nyugdíjjárulék levonása mellett, szolgálati időnek számít.

## Külső hivatkozások
- net.jogtar.hu/cst – 1998. évi LXXXIV. törvény a családok támogatásáról[halott link]
  - 223/1998. (XII. 30.) Korm. rendelet a családok támogatásáról szóló 1998. évi LXXXIV. törvény végrehajtásáról